# Caza Talentos
Caza Talentos es un seriado/telenovela de televisión brasileña producido por la Red Globo y exhibido de 16 de septiembre de 1996 a 20 de noviembre de 1998 con cerca de 500 episodios divididos en cuatro temporadas. Fue escrito por Mauro Wilson, Denise Bandeira, Ronaldo Santos y Gilberto Loureiro, tuvo dirección general de Carlos Magalhães y núcleo de Boninho y Jorge Fernando.
Tiene, en los papeles principales Angélica, Eduardo Galvão, Helena Fernandes, Antônio Pedro, Tony Tornado, Cláudia Rodrigues y Ana Furtado.

## Producción
Caza Talentos tuvo sus grabaciones hechas en los estudios Tycoon y en el Projac (actual Estudios Globo). El escenario del mundo mágico donde tuvo lugar la mayor parte de la acción y los efectos especiales, tenía árboles y un lago artificial. Montado en el Projac, el escenario consumió cerca de 100 metros cuadrados de gramo verdadero.
En octubre de 1996, Ferreira Gullar, Lílian Garcia y Marcílio Días se unieron al equipo de creación durante 20 episodios. Con el inicio de la tercera temporada, en 4 de agosto de 1997, Caza Talentos – que presentaba, comúnmente, una historia completa por semana – decidió innovar en un nuevo formato: las historias pasaron a tener diez o más episodios, lo que dio mejor dinamismo a la trama. Con el inicio de la cuarta temporada, en 2 de marzo de 1998, la telenovela pasó por una reestructuración, incluyendo parte del elenco.

## Sinopsis
Bela (Angélica), es una niña que fue encontrada por dos hadas – Margarida (Marilu Bueno) y Violeta (Betina Vianny), luego de perder sus padres en un accidente de coche. Ellas la llevaron para el Mundo Mágico y la crearon como una hada, dando poderes mágicos a ella. Cuando Bela cumple 18 años, descubre que nació en el mundo real y que tiene escoger se desea ser una hada o una humana. Para auxiliarla en esta misión sus tutoras la mandan para la productora de televisión Caza-Talentos, que abriga el pasaje entre el mundo mágico y el mundo real, donde ella debe aprender como los seres humanos viven, enfrentan los problemas, se relacionan y otras cosas más, sin el uso de magia, para en el fin de sus conclusiones, escoger cual camino seguir. Sin embargo, Bela no puede dar un beso a ningún humano, pues eso retiraría todos sus poderes y su memoria del mundo mágico. Eso se hace un problema cuando Bela se ve enamorada por Artur Carneiro (Eduardo Galvão), el dueño de la agencia, que tiene grandes problemas financieros por no saber tocar los negocios como sus padres, contratando la hada como su asistente.

## Exhibición
Caza Talentos empezó en 16 de septiembre de 1996 y era exhibido de lunes a viernes a las 11h30, luego después del programa Angel Mix, presentado por Angélica, la hada Bela. Su final fue el 20 de noviembre de 1998, totalizando 500 episodios divididos en cuatro temporadas.

## Temporadas
| Temporada | Temporada | Exhibición original      | Exhibición original     |
| Temporada | Temporada | Estrena de la temporada  | Final de la temporada   |
| --------- | --------- | ------------------------ | ----------------------- |
|           | 1ª        | 16 de septiembre de 1996 | 7 de marzo de 1997      |
|           | 2ª        | 10 de marzo de 1997      | 1 de agosto de 1997     |
|           | 3ª        | 4 de agosto de 1997      | 27 de febrero de 1998   |
|           | 4ª        | 2 de marzo de 1998       | 20 de noviembre de 1998 |

## Elenco
| Actor                | Personaje                     | Temporadas | Temporadas | Temporadas | Temporadas |
| Actor                | Personaje                     | 1996       | 1997       | 1997       | 1998       |
| -------------------- | ----------------------------- | ---------- | ---------- | ---------- | ---------- |
| Angélica             | Hada Bela de Assis            |            |            |            |            |
| Eduardo Galvão       | Arthur Carneiro               |            |            |            |            |
| Helena Fernandes     | Silvana Karloff               |            |            |            |            |
| Cláudia Rodrigues    | Karina                        |            |            |            |            |
| Ana Furtado          | Adriana Banks (Drica)         |            |            |            |            |
| Marilu Bueno         | Hada Margarida                |            |            |            |            |
| Betina Vianny        | Hada Violeta                  |            |            |            |            |
| Tony Tornado         | Avalancha                     |            |            |            |            |
| Antonio Pedro        | Tremedeira                    |            |            |            |            |
| Igor Lage            | Souboy                        |            |            |            |            |
| Paula Sanioto        | Penélope Carneiro (Pepê)      |            |            |            |            |
| Eri Johnson          | Órion                         |            |            |            |            |
| Ernesto Piccolo      | Max                           |            |            |            |            |
| Luiz Carlos Tourinho | Fred Starr                    |            |            |            |            |
| Adriana Garambone    | Diana Lobo / Bárbara Thompson |            |            |            |            |
| David Pinheiro       | Lúcio Lobo                    |            |            |            |            |

### Recurrente
| Actor                 | Personaje        | Temporadas | Temporadas | Temporadas | Temporadas |
| Actor                 | Personaje        | 1996       | 1997       | 1997       | 1998       |
| --------------------- | ---------------- | ---------- | ---------- | ---------- | ---------- |
| Renata Castro Barbosa | Fada Artemísia   |            |            |            |            |
| Guilherme Leme        | Zack             |            |            |            |            |
| Ticiane Abeto         | Ágatha           |            |            |            |            |
| Emiliano Queiroz      | Honorável Kelvin |            |            |            |            |